# Vinné (okres Michalovce)
Vinné je obec na Slovensku v okrese Michalovce. Dominantou obce je Viniansky hrad. 2 kilometry od obce se nachází Vinianské jezero. Svůj název nese po četných vinicích ve svém okolí.
V obci je muzeum, raně gotický katolický Kostel sv. Anny, pozdněrenesanční zámek, neogotická kaplička na hřbitově a „Matka v ohni“ - dílo akademického sochaře Pončáka, které připomíná vypálení obce ze dne 30. 10. 1944. První písemná zmínka je z roku 1249. Nachází se zde raně gotický kostel sv. Anny ze 13. století a pozdně barokní zámek ze 17. století.
Na území obce jsou:
- zřícenina hradu Vinné
- Vinianske jezero
- jezero  Zemplínská šírava
- chráněný areál Zemplínská šírava
- přírodní rezervace Bisce
- přírodní rezervace Vinianska stráň
- přírodní rezervace Viniansky hradný vrch

### Reference

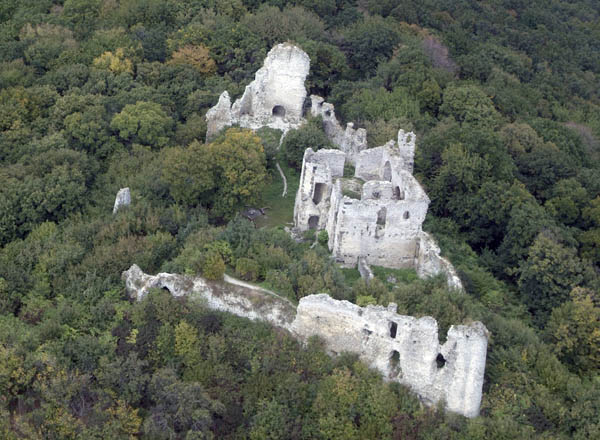
Letecký pohled na zříceninu hradu Vinné

### Externí odkazy

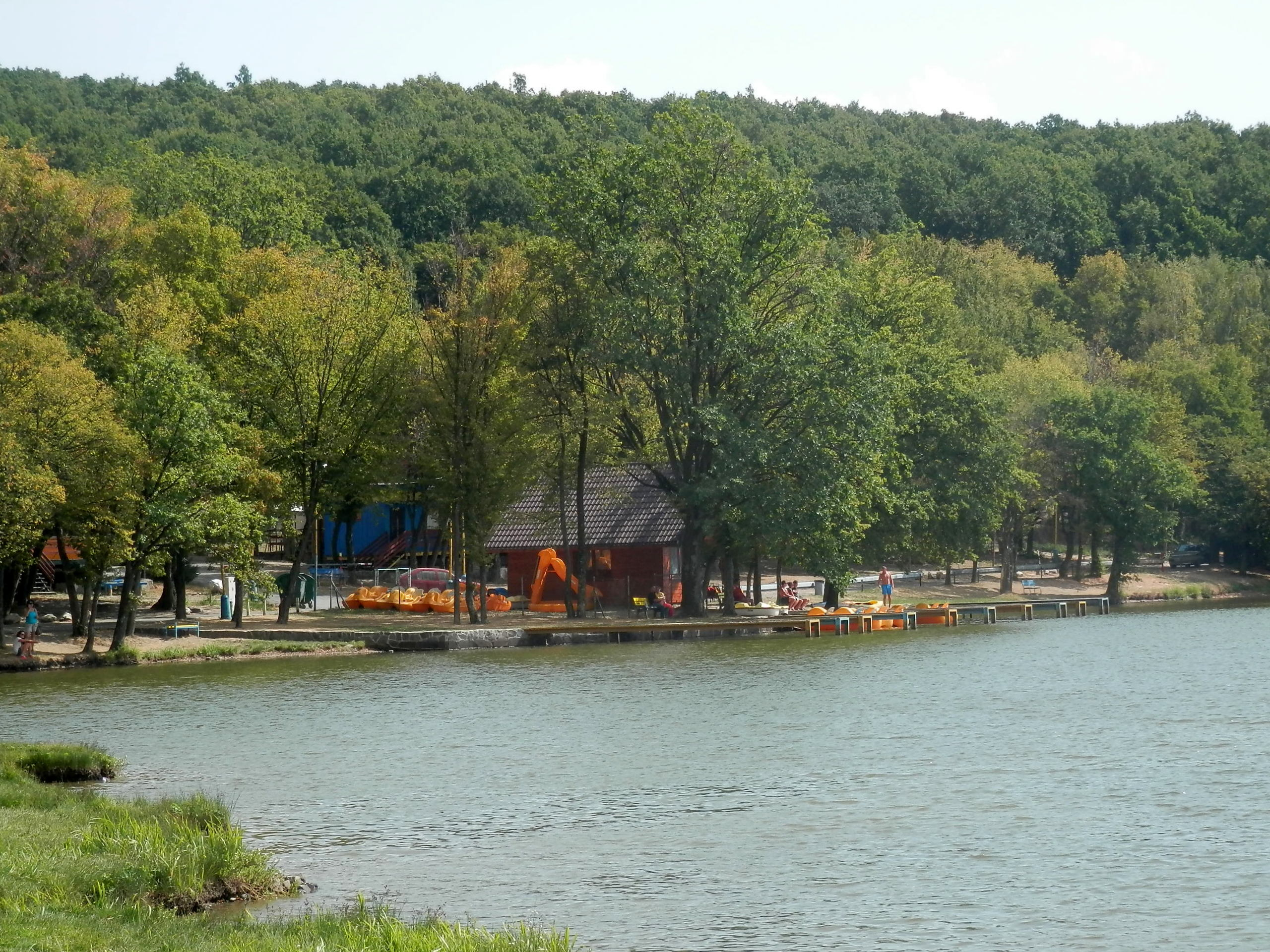
Vinnenské jezero

## Historie
První písemná zmínka o obci pochází z roku 1249. V roce 2016 zde žilo 1 771 obyvatel.

## Partnerské obce
- Lubaczów, Polsko